# لنیوت
لنیوت (به انگلیسی: Lanivet) یک روستا و محله مدنی در بریتانیا است که در کورنوال واقع شده‌است. لنیوت ۱٬۹۵۹ نفر جمعیت دارد.